# آزوسا (کالیفرنیا)
آزوسا (به انگلیسی: Azusa) شهری در لس‌آنجلس ایالت کالیفرنیا است که در سرشماری سال ۲۰۱۰ میلادی، ۴۶۳۶۱ نفر جمعیت داشته است.